# El Cofresillo
El Cofresillo är en ort i Mexiko.   Den ligger i kommunen Chiconquiaco och delstaten Veracruz, i den sydöstra delen av landet, 240 km öster om huvudstaden Mexico City. El Cofresillo ligger 1 942 meter över havet och antalet invånare är 342.
Terrängen runt El Cofresillo är kuperad åt sydväst, men åt nordost är den bergig. Runt El Cofresillo är det ganska tätbefolkat, med 100 invånare per kvadratkilometer. Närmaste större samhälle är Banderilla, 18,7 km sydväst om El Cofresillo. I omgivningarna runt El Cofresillo växer huvudsakligen savannskog.